# Nowy Świat (Żukowo)
Nowy Świat (deutsch Neue Welt, kaschb. Nowi Swiat) ist ein Weiler und Schulzenamt (polnisch sołectwo) im Powiat Kartuski der Woiwodschaft Pommern in Polen. Es gehört zur Stadt-und-Land-Gemeinde Żukowo (Zuckau).

## Geographie

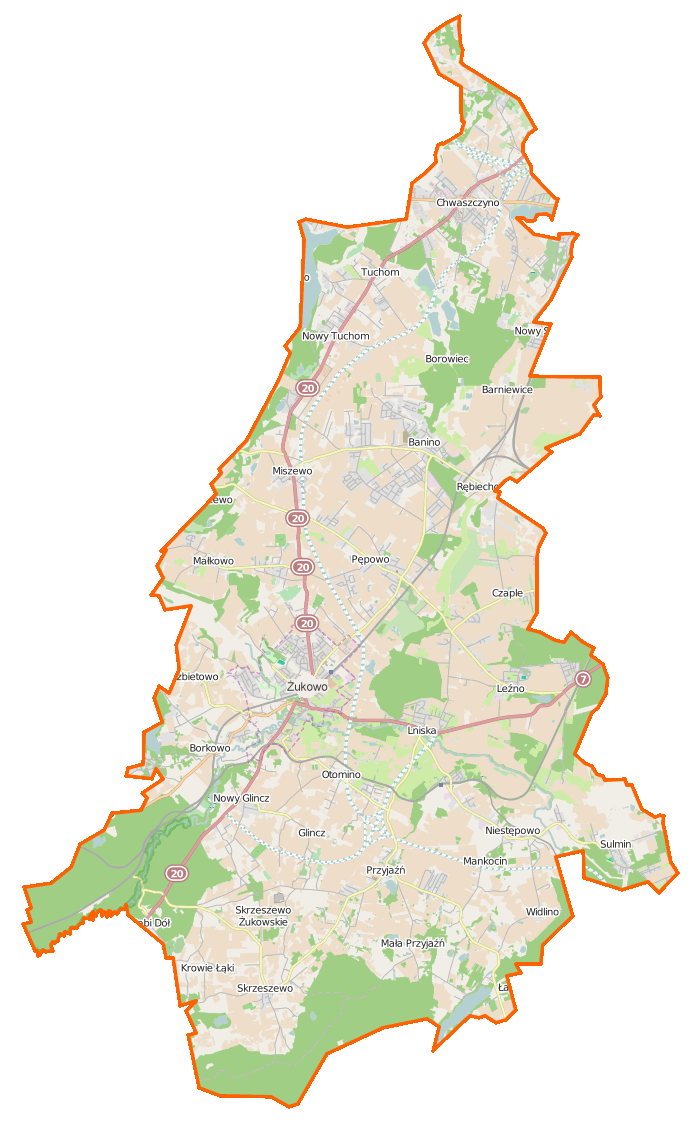
Karte der Gemeinde

Der Ort liegt im Norden der Gemeinde auf der Danziger Höhe und grenzt im Osten an Danzig. Die Innenstadt ist etwa 15 Kilometer entfernt. Nachbarorte sind auf Danziger Stadtgebiet: Osowa (Espenkrug) im Nordosten, Nowy Świat im Osten und Barniewice (Barnewitz) im Südosten; auf dem Gebiet der Gemeinde Żukowo: Barniewice im Süden, Borowiec (Borowce, seit 1878 Julienthal) im Südwesten, Tuchom (Groß Tuchom) im Westen, Chwaszczyno (Quaschin) im Nordwesten und Kowale (Kowalle) im Norden.
Das Gebiet gehört zum östlichen Rand der Kaschubischen Schweiz und der Norden der Gemeinde ist reich an kleineren Seen.

## Geschichte

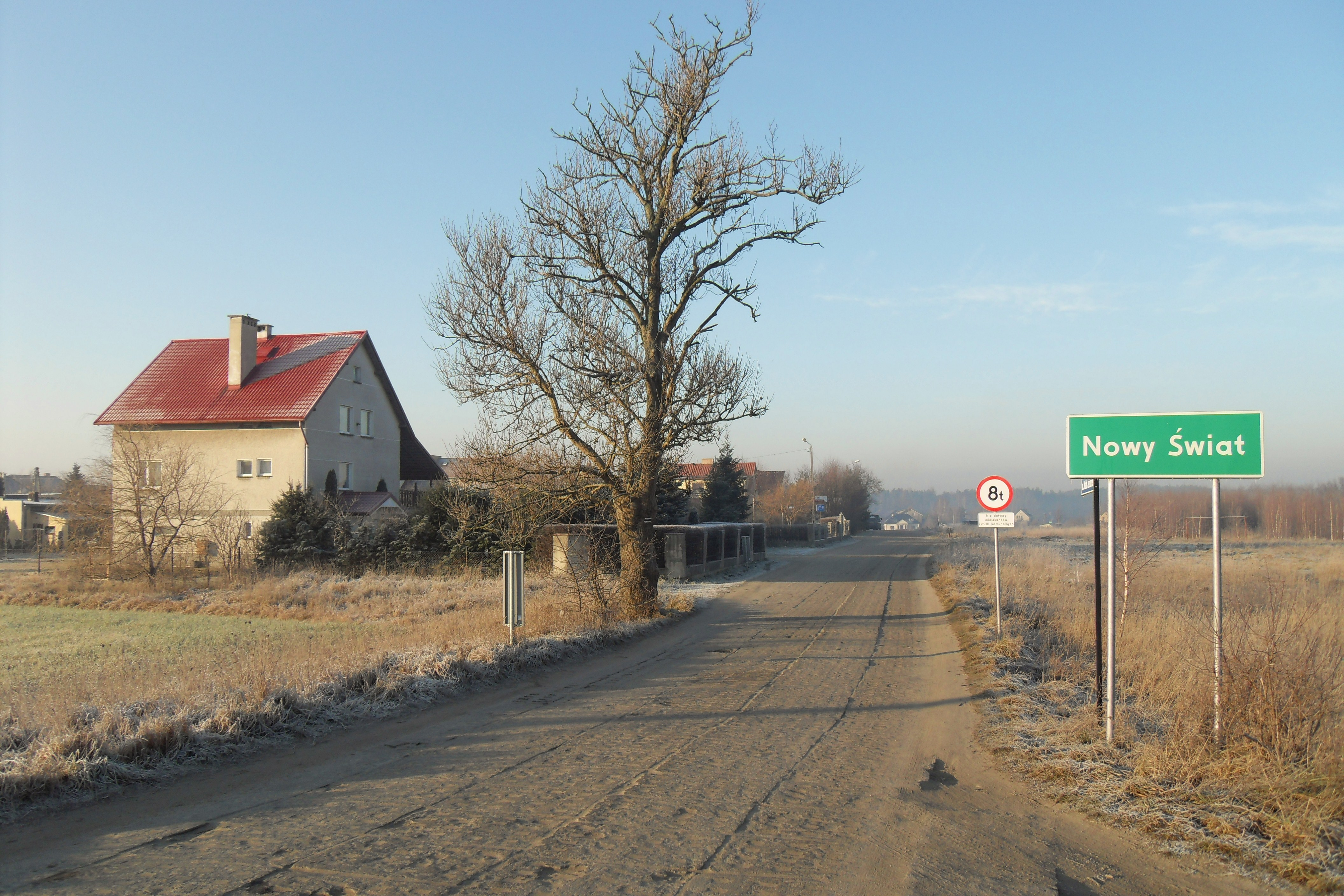
Ortseingang von Nowy Świat

Neue Welt war ein Wohnplatz und gehörte zum Gutsbezirk Barnewitz im Landkreis Karthaus, Regierungsbezirk Danzig in Westpreußen. Sitz des Amtsbezirks und Standesamtes war Pempau (Pępowo). Die evangelische Kirche befand sich in Klein Katz (Mały Kack) und seit 1873 in Friedenau. Katholiken waren nach Mattern (Matarnia) eingepfarrt. Neue Welt hatte 1905 81 Einwohner.
Nach dem Ersten Weltkrieg und dem Friedensvertrag von Versailles kamen Zuckau und Neue Welt mit dem Polnischen Korridor 1920 an das wiedererstandene Polen. Das benachbarte Espenkrug wurde als Osowa Grenzort zur Freien Stadt Danzig. Der Bau der Kohlenmagistrale (Magistrala węglowa) zum Seehafen Gdynia (Gdingen) teilte den Ort 1921 in einen westlichen und einen östlichen Teil.
Das Dorf Rębiechowo (Ramkau) trat 1973 den östlichen Teil seiner Gemarkung an die Stadt Danzig ab. Im Süden entstand auf diesem Gebiet der Flughafen Danzig. Nowy Świat wurde entlang der Bahn geteilt. Der östliche Teil kam zum Danziger Stadtbezirk Osowa.
Bis Ende 2008 gehörte der Ort zum Schulzenamt Rębiechowo. Dank seiner Entwicklung wegen der günstigen Verkehrslage erhielt Nowy Świat ein eigenes Schulzenamt.
Das Gebiet der Landgemeinde gehörte seit 1920 zur Woiwodschaft Pommerellen. Im Jahr 1945 kam es zur Woiwodschaft Danzig, die 1975 beträchtlich verkleinert wurde, wobei der Powiat aufgelöst wurde. Er wurde 1999 wieder errichtet und die Gemeinde kam zur neu gegründeten Woiwodschaft Pommern. – Die Gemeinde Żukowo wurde 1954 bis 1972 in Gromadas aufgeteilt. Ihr Hauptort erhielt 1989 die Stadtrechte.

## Verkehr
Die Schnellstraße S6 ist drei Kilometer entfernt. Sie führt nach Danzig im Osten oder nach Stettin im Westen. Die nahe Woiwodschaftsstraße DW218 führt nach Wejherowo (Neustadt in Westpreußen). 
Der Bahnhof Gdańsk Osowa an der Bahnstrecke nach Gdynia ist etwa 500 Meter entfernt. Seit September 2015 bedient die PKM über die Bahnstrecke Gdańsk Wrzeszcz–Gdańsk Osowa den Danziger Flughafen.
Der Flughafen ist 3,3 Kilometer entfernt, die Fernbahnhöfe Gdynia und Wrzeszcz (Langfuhr) 16 bzw. 18 Kilometer. Dort besteht ebenso Anschluss an den S-Bahn-Verkehr der Dreistadt.